# 海山インターチェンジ
海山インターチェンジ（みやまインターチェンジ）は、三重県北牟婁郡紀北町にある紀勢自動車道のインターチェンジである。

## 道路
- E42 紀勢自動車道（4番）

## 歴史
- 2011年（平成23年）10月18日 : 正式名称を海山ICから紀北海山ICとすると発表[2]。
- 2011年（平成23年）10月31日 : 名称の再検討を発表[3]
- 2011年（平成23年）12月26日 : 再検討をした結果、正式名称を紀北海山ICから海山ICとすると発表[4]。
- 2012年（平成24年）3月20日 : 海山IC - 尾鷲北IC間開通に伴い供用開始[1]。
- 2014年（平成26年）3月30日 : 紀伊長島IC - 海山IC間開通[5]。

## 名称をめぐる混乱
元来、仮称は「海山インターチェンジ」（みやまインターチェンジ）であった。2011年10月18日に国土交通省と中日本高速道路が「紀北海山インターチェンジ」（きほくみやまインターチェンジ）を正式名称とすることを発表した。ところが、このインターチェンジ名称決定に関し、紀北町長が国土交通省と中日本高速道路からの意見照会に独断回答していた事が発覚。「名称が長すぎる」等の批判が噴出し、紀北町議会は全会一致で国土交通省と中日本高速道路に名称変更申請を行うこととし、町長と議長が再検討の申し入れを行った。これにより、2011年10月31日に国土交通省と中日本高速道路は名称の再検討に着手することを発表した。
名称を再検討した結果、2011年12月26日に海山ICに決定したと発表された。

## 接続する道路
- 国道42号

## 料金所
無料区間のため、設置されていない。

## 周辺
- 紀北町役場
- 道の駅海山
- 相賀駅（JR紀勢本線）

## 隣
E42 紀勢自動車道
(3) 紀伊長島IC - 紀北PA - (4) 海山IC - (5) 尾鷲北IC